# Renny Ottolina
Renaldo José Ottolina Pinto (Valencia, 11 de diciembre de 1928-Pico Naiguatá, 16 de marzo de 1978) 
más conocido como Renny Ottolina, fue un narrador, locutor, animador y productor de programas de radio y televisión, publicista, corredor de autos de carrera y activista político venezolano. Es considerado como una de las celebridades más influyentes en la historia moderna de Venezuela.
Fue un pionero en muchos aspectos de la publicidad, la comunicación social y la producción televisiva venezolana. Durante su trayectoria, fue presentador del Miss Venezuela o de las 24 horas de Le Mans o de músicos como Mina, Stevie Wonder, Raphael, Tom Jones, Jimi Hendrix, Charles Aznavour, Piero o Hugo Romani. También trabajó con celebridades televisivas entre las que destacan Cantinflas, Simón Díaz, Sofía Ímber o Amador Bendayán. 
En 1977, fundó el partido político Movimiento de Integridad Nacional (MIN) y se lanzó como candidato a las elecciones presidenciales de 1978. Ottolina falleció durante la campaña electoral, en un accidente aéreo cuando se dirigía a la isla de Margarita.

## Biografía

### Primeros años (1928 - 1945)
Renaldo fue hijo de un emigrante italiano, llamado Francisco «Pancho» Ottolina, y la venezolana Ana Mercedes Pinto. Pocos meses después de su nacimiento, en 1930, Ana Mercedes falleció, quedando el niño a cuidados de su abuela paterna. Para 1934, cumplidos sus 6 años, la familia se mudó a Caracas. Estudió inicialmente en el Colegio La Salle, luego estudió en el internado del Colegio Sagrado Corazón de Jesús, el Liceo San José de Los Teques y el liceo Andrés Bello. Tuvo por compañeros de estudio al cantante Héctor Murga, al periodista y escritor Carlos Rangel y al músico y compositor Aníbal Abreu, quien años después, sería el director musical de su show televisivo.

### Trayectoria en la radio (1945 - 1952)
Su abuela era una apasionada radioescucha esto haría que Renaldo —ahora con el diminutivo Renny—, obtuviera un gran interés por el arte de la comunicación social. En 1945 aún con 16 años de edad incursionó en la radio justo después de recibir su certificado de locución ese mismo año. Trabajó como locutor en la emisora Radio Caracas, en la esquina de Pajaritos en Caracas y poco después en Radiodifusora Venezuela en la esquina de Cipreses, trabajando en la revista diaria de la estación «Óiganme». Ese mismo año comienza a producir su propio programa llamado La Revista Americana, pero de esta emisora es despedido pues el director no consideró que tenía condiciones para la radio. Surge entonces la posibilidad de ingresar a Radio Cultura, emisora del empresario y comunicador Gonzalo Veloz Mancera, produciendo el espacio Noches especiales de Orange Crush, en alusión directa (como era costumbre entonces) al patrocinador directo de este espacio radial. En paralelo, ingresa como redactor de noticieros y como narrador de comerciales en Bolívar Films, de la mano de su fundador, Luis Guillermo Villegas Blanco.

### Inicios en Televisora Nacional - Canal 5 y Radio Caracas Televisión (1953 - 1958)
En 1953, es el locutor que inicia la era de la televisión en Venezuela, al participar como presentador del programa inaugural de Televisora Nacional. El 16 de febrero de 1955 es contratado por RCTV dando inicio el 28 de febrero al programa matutino de variedades y entrevistas, «Lo de Hoy» junto a las figuras Silvia Palatti, Laura Olivares, Lolita Sacristán, el organista Emilio Muñoz, el director musical Aníbal Abreu, el locutor de cabina Héctor Myerston, el productor Jorge Citino y el director Juan Lamata, el cual continuarían años después, con otro concepto, diversos presentadores. «Lo de hoy» fue el primer programa en transmitirse en el horario matutino en la televisión venezolana.
El 17 de junio de 1957 la revista Life le dedica un reportaje de cinco páginas titulado «Hace reír y ayuda a vender» enalteciendo su labor en la televisión, ese mismo año sería el presentador principal del Miss Venezuela 1957. 

### El Show de Renny y éxito mediático (1958 - 1973)

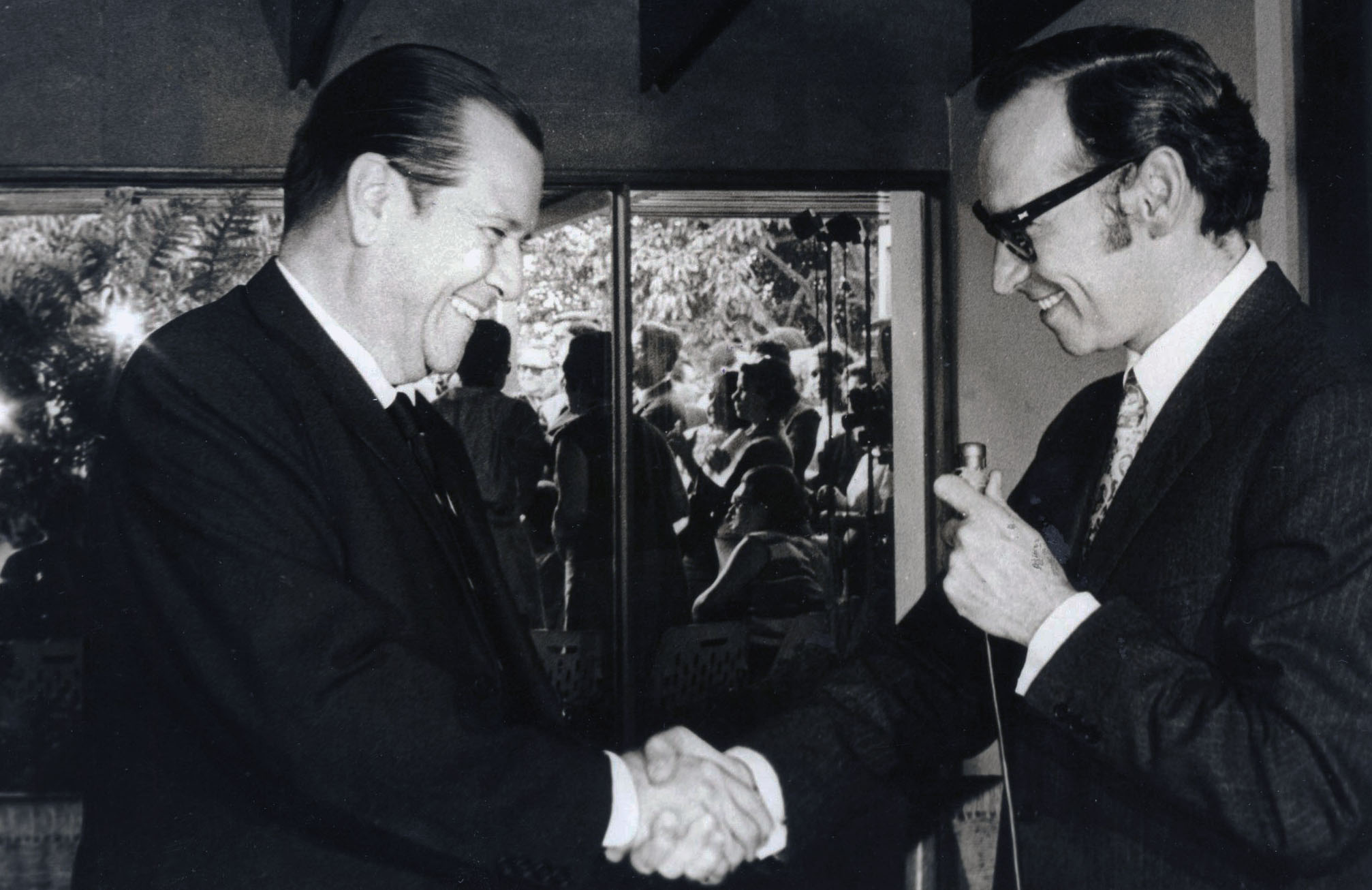
Renny durante una entrevista con el presidente electo de Venezuela, Rafael Caldera, en 1968.

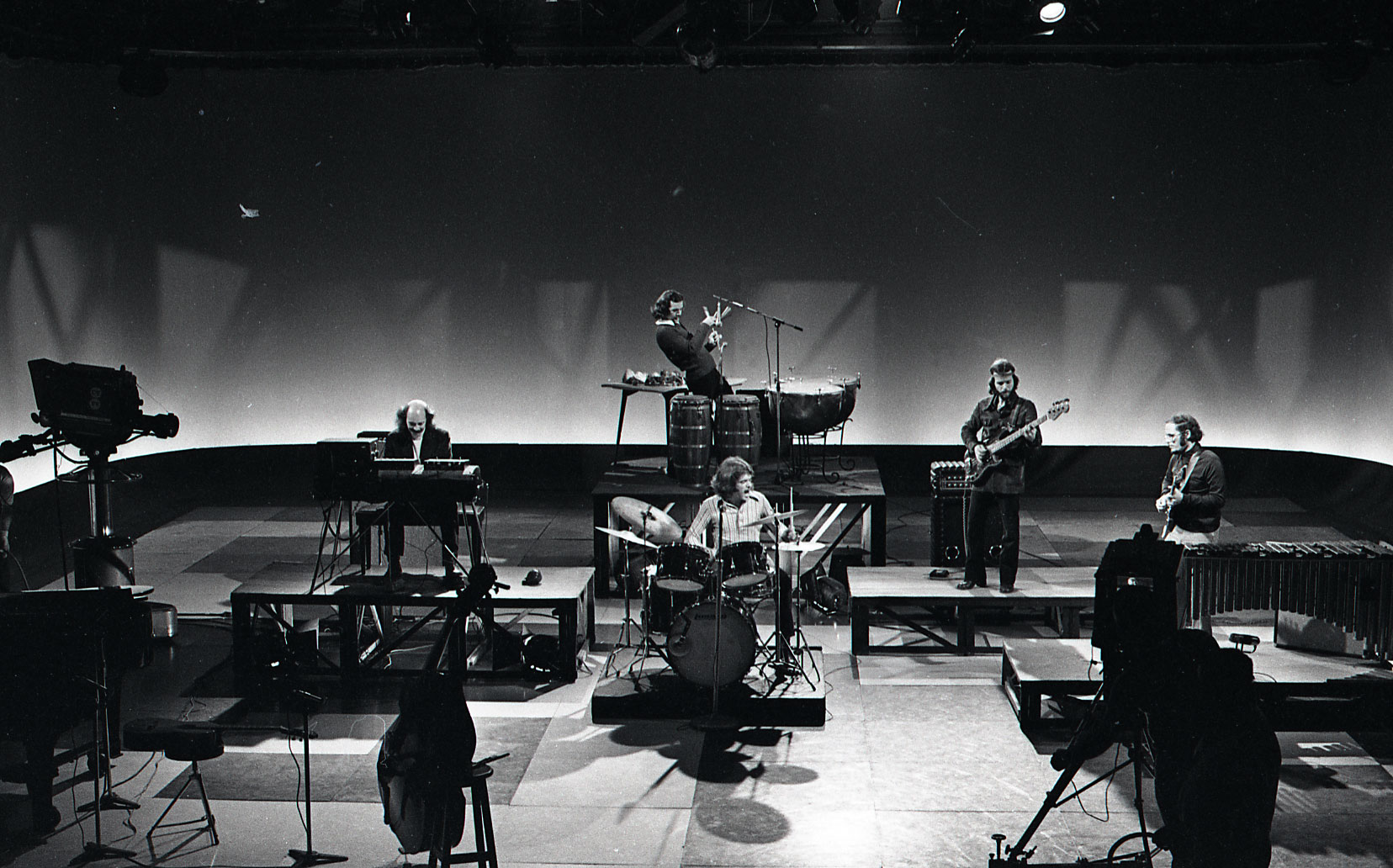
La Banda Municipal Show de Renny Ottolina Presenta

El 3 de noviembre de 1958, Radio Caracas Televisión sale al aire con El Show de Renny, primera temporada de lo que sería su gran espacio en la televisión por los siguientes 15 años. En 1959 viaja a Estados Unidos contratado por la cadena ABC. Estudia las técnicas de producción de televisión y trabaja en la estación de Nueva York de dicha empresa, de lo cual aparentemente hubo un acuerdo con la compañía CBS para organizar la estación Televisa, que pasaría a llamarse Venevisión y de la cual fue su primer gerente; además de diseñar el emblema de la planta y elaborar el primer eslogan «Es bueno, vale...». Sin embargo, antes de salir al aire, hubo un desacuerdo entre Ottolina y los socios de la empresa ya que Renny quería participación accionaria en la empresa, la cual fue negada. Este incidente hizo que Ottolina regresara a Radio Caracas Televisión como productor independiente con su ya acostumbrado espacio, El Show de Renny con formato de revista de variedades todos los días al mediodía y «Renny Presenta» a partir de 1964, programa musical estelar emitido el día domingo.
1966 es sabático para el animador, quien decide dedicarlo a viajar con su familia y a recorrer diversos escenarios en el mundo buscando las nuevas técnicas para implementar en su espacio televisivo. El 29 de enero de 1967 presenta en su espacio al astro Tom Jones. En junio para la revista Semana, edita y publica su Juicio a la televisión venezolana, texto donde toma posición ante la televisión decadente, según él, que se veía entonces. En diciembre de 1967 realiza un Programa Especial de Navidad titulado «El Angelito más pequeño», adaptación del propio Renny Ottolina del cuento del escritor estadounidense Charles Tazewell y actuado por su hija menor Rena. Pese a los éxitos y popularidad de Renny, decidió rescindir su contrato a principios de los años 70 bajo la excusa de que ganaba más dinero con sus programas que los mismos integrantes de la Junta Directiva del canal televisivo. En enero de 1970 presenta a Stevie Wonder en su programa. En noviembre de 1970 conduce desde el Teatro Municipal de Caracas, el Festival del Niño. En 1971, Renny decide aprovechar ese año para reinventarse y dedicarlo a su familia. Regresaría al espectáculo en 1972, esta vez dentro de la programación de Cadena Venezolana de Televisión.
En octubre de 1972, Ottolina marca un hito en la televisión venezolana, al realizar el primer programa de televisión venezolano en color con la colaboración de la empresa cinematográfica Bolívar Films y la participación de artistas venezolanos como José Luis Rodríguez, Carlos Moreán y Nora Suárez. Este documental fue el: Churún Merú, fue realizado en el Salto Ángel siendo la primera expedición venezolana en llegar al pie de dicho lugar. También, figuraba como la imagen para comerciales de televisión de marcas como Magefesa, Colgate, Cubitos Knorr, Mavesa, VIASA, Tiendas Dorsay y Atún Margarita.

### Retiro forzado y regreso a la radio (1973 - 1977)

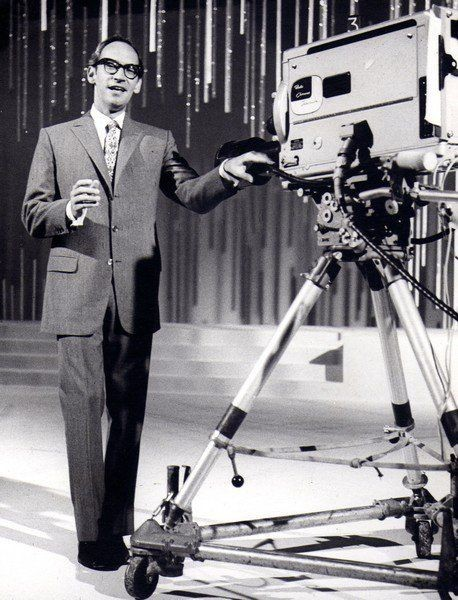
El show de Renny Ottolina.

En 1973 entrevista en su programa del mediodía a los candidatos presidenciales más importantes y con opciones reales de triunfo. Su influencia era tal, que algunos políticos venezolanos afirmaron que las respuestas dadas en su entrevista por el candidato opositor Carlos Andrés Pérez en relación con las respuestas dadas por el candidato del partido de gobierno de entonces, Lorenzo Fernández hicieron que Pérez convenciera a los votantes para ganar dichas elecciones. 
A finales de ese año se fragua un acuerdo entre las tres estaciones privadas de televisión de entonces: RCTV, Venevisión y CVTV, conocida como «la reunión de los Tres Apóstoles» en donde deciden eliminar la figura de productor independiente, obligando a quienes ejercían esta función que para poder tener progestaciones televisivas deberían formar parte de la nóminas de esos canales; lo que implicaba que los ingresos que obtenían los productores independientes, producto de la venta de pautas publicitarias, pasarían a ser netas para los canales. Ottolina rechaza formar parte de la nómina de algún canal privado porque perdería su independencia de creatividad y de expresar sus pensamientos de forma clara y libre, por lo cual no le es renovado el contrato en CVTV y ninguna otra estación procuró hacerse de sus servicios, razón por la cual se emite el 30 de diciembre de 1973 el último programa de la serie «Renny Presenta» y el 31 de diciembre de 1973 el último programa de la serie «El Show de Renny», marcando el retiro forzado de la televisión del «Número 1».
A principios de 1974, la Cadena Venezolana de Televisión fue comprada por el Estado venezolano y se le ofreció a Ottolina el cargo de presidente de esa empresa, pero declinó al mismo cuando pidió tener independencia absoluta de las directrices dictadas por el Ministerio de Información y Turismo, a cuyo cargo quedó la empresa y el presidente Carlos Andrés Pérez le negó dicho pedido. Sin embargo, logró ese año un contrato con la empresa Venevisión y presentó lo que sería su verdadero último espacio en televisión, «El planeta del agua».
Renny se convirtió en el principal crítico del gobierno de Carlos Andrés Pérez, al que llegó a tildar de ser incapaz de gobernar, pese a ser en otra época partidario de él. Las represalias por parte del gobierno no se hicieron esperar y el programa fue cancelado. 
En 1975 fue estrenada la película "No es nada mamá, es sólo un juego" ("Beyond erótica", en algunos países) protagonizada por David Hemmings y Alida Valli, fue un proyecto de cierta pretensión, donde invirtieron 400 mil dólares la productora Alfa Films de Renny Ottolina, y la productora española Orfeo de Madrid. Dirigida por el José María Forqué, recibió buenas críticas de los medios especializados y relativa acogida del público hispanohablantEn.
En 1977 Renny retomó su trabajo en la radio de la mano de Oswaldo Yépez y su circuito de emisoras de Radio Capital con su espacio «Renny en su radio». Ese espacio se inició en julio y fue sacado del aire en diciembre de 1977.

### Inicios en la política y muerte (1977 - 1978)
Ya en 1978 Renny anunció «Venezuela despierta» último espacio radial que conduciría, este desde los estudios de Radio Aeropuerto, programa que tendría hasta el momento de su muerte. El mismo año, fundó el partido político Movimiento de Integridad Nacional (MIN) y se lanzó como candidato a las elecciones presidenciales de 1978.
El 16 de marzo de 1978, mientras viajaba a una reunión de empresarios que iba a realizarse en la ciudad Porlamar, estado Nueva Esparta, la avioneta Cessna 310 se estrelló en las inmediaciones del Pico Naiguatá. En la avioneta además del propio Renny Ottolina viajaban junto a él, su jefe de Campaña, Ciro Medina, Luis Duque y César Oropeza. En el incidente fallecieron todos los ocupantes de la misma. Las autoridades tardaron una semana en localizar los cadáveres, ya que se pensó que la avioneta se había estrellado en el mar.

### Vida personal
Renny contrajo matrimonio en la parroquia La Candelaria, en Caracas, el 25 de agosto de 1953 con Reneé Lozada, una joven estudiante de medicina. Se habrían conocido 16 meses antes, en mayo de 1952, en una fiesta en el Club Los Cortijos. De esa unión marital nacerán cuatro hijos: Rina, nacida el 15 de mayo de 1954, Rhona Carolina, nacida el 15 de septiembre de 1955, Ronny, nacido el 12 de noviembre de 1957 (fallecido a los pocos días producto de una hidrocefalia congénita) y Rena Fernanda, nacida el 13 de agosto de 1962. El 20 de noviembre de 1969, sus dos hijas mayores Rina y Rhona fueron secuestradas durante 12 horas en Caracas, causando un gran impacto mediático.

## Vida política
El pensamiento político de Renny Ottolina se inspiraba desde la base del nacionalismo y el pensamiento bolivariano, el cual difundía mediáticamente. Por esto insistía en el «deber de rescatar la figura de Simón Bolívar» y defendía que la moneda venezolana no podía llevar su epónimo ya que para él «significa que cada día su nombre pierde importancia». Por otra parte, Ottolina era defensor acérrimo de la meritocracia frente a la partidocracia, y del pragmatismo frente al dogmatismo de los partidos políticos.
En lo económico, apoyaba que Venezuela se convirtiera en un país eminentemente agrícola e insistía en la planificación económica en corporaciones con expertos técnicos. Por otra parte, su perspectiva sobre la igualdad era la siguiente: «A mí no me gusta igualar hacia abajo: quiero igualar hacia arriba». Se declaraba anticomunista.
Su visión sobre Venezuela era que esta atravesaba un preocupante deterioro social, principalmente debido a los distintos gobiernos, los cuales no se enfocaban lo suficiente en fomentar el progreso y desarrollo civil de la sociedad venezolana; esto se hacía notar frecuentemente en cosas como el exceso de consumismo de alcohol, el creciente racismo hacía comunidades extranjeras, incumplimiento de la ley, y subdesarrollo. Sin embargo, Ottolina defendía que Venezuela tiene suficiente acervo histórico para liderarse a sí misma: «Resiento el que un líder extranjero me diga a mí como venezolano cuál es el camino».
En 1977, tomando en cuenta el poder de convocatoria que tenía por su labor mediática y televisiva, decidió postularse como candidato presidencial para las elecciones presidenciales de 1978. Para esto el 16 de julio de 1977, junto a Gonzalo Pérez Hernández, Alfredo Anzola, y Joaquín Silveira, fundan el partido Movimiento de Integridad Nacional (MIN). El anuncio de Renny Ottolina respecto a su candidatura, causó conmoción en la población venezolana. Por una parte, su público acogió como «esperanzadora» esta decisión, y pronto su aspiración obtuvo la fuerza necesaria para seguir adelante.
Durante su campaña política, junto a su entonces asesor jurídico Joaquín Silveira, solía leer pensamientos de Simón Bolívar a diario y los desglosaba para dar a conocer los ideales del Libertador. Utilizaba constantemente la televisión para crear conciencia para cuidar al país y amar los ideales del Libertador. Luego de su atentado, Ottolina jamás llegó a competir la presidencia con los otros candidatos. Tras la muerte de Ottolina, su partido, el MIN, decidió retirarse de las elecciones y no apoyó a ningún candidato. Mientras los otros partidos políticos que apoyaban a Renny antes de su muerte -URD, Fuerza Democrática Popular (FDP) y OPINA- deciden apoyar la candidatura de Luis Herrera Campins siendo finalmente éste el ganador de las elecciones.

## Legado
En la actualidad Renny Ottolina es recordado como una de la figuras públicas más importantes de la televisión venezolana, apreciado por su carisma, creatividad y calidad de productor. Sus pensamientos del ciudadano ejemplar, políticos y nacionalistas, han tenido un notable impacto en la cultura contemporánea venezolana. Muchas de las entonces visiones de Renny sobre el futuro de Venezuela han sido correctas, es por ello que en la actualidad es recordado por una gran parte de la población venezolana como «un hombre adelantado a su época».
En 1972 lanzó el documental Churún Merú, un antes y después en la televisión venezolana al ser la primera expedición venezolana en llegar al pie del Salto Ángel en el Parque nacional Canaima este a su vez fue el primer programa venezolano en ser filmado totalmente a color. En reconocimiento a Renny Ottolina, desde el año 1998 se decretó el 11 de diciembre, el día nacional del locutor, para reconocer aquellos profesionales que haciendo el uso adecuado de su voz, tienen la ejemplar labor de dirigir los micrófonos con ética y veracidad.